# Queen Mary University of London
Queen Mary University of London (QMUL) est un établissement d'enseignement supérieur britannique. C'est une composante de l'université de Londres, qui regroupe d'autres établissements de Londres comme que le King's College, University College de Londres ou encore la London School of Economics.
Les origines de QMUL remontent au « London Hospital Medical College » fondé en 1785. L'université doit son nom à la reine Mary de Teck et a été intégrée dans l'université de Londres en 1915. Sa composition actuelle est le résultat de fusions avec d'autres établissements au fil des années, notamment avec le Westfield College. Le campus principal est situé à Mile End et l'université dispose d'autres bâtiments à travers Londres à Holborn, Smithfield et Whitechapel. Queen Mary compte plus de 20 000 étudiants et 4 000 enseignants et personnel administratif.

## Partenariats
L'université est membre du Russell Group un réseau d'universités au Royaume-Uni, équivalent anglais de l'Ivy League.
Elle fait également partie du partenariat Sala+, dont l'objectif est de favoriser la coopération R&D entre l'Amérique latine et l'Europe dans le domaine des technologies des médias et réseaux. 

## Anciens étudiants
Queen Mary est classée parmi les meilleures universités à Londres. D'après le Guardian, elle est classée devant les autres établissements londoniens en droit, dentisterie, multimédia et cinéma, et seconde en médecine et histoire. L'université est classée 98e dans le monde selon le classement QS avec certaines disciplines notables comme le droit (35e mondiale) et 16e au Royaume-Uni d'après le magazine THE. Queen Mary compte dans ses rangs six lauréats du prix Nobel (étudiants et professeurs), notamment Edgar Adrian, Peter Mansfield, Józef Rotblat, Ronald Ross, ou encore John Vane.

## Personnalités liées à l'université

### Professeurs
- June Sheppard, géographe britannique spécialiste de géographie historique.
- Magdalena Titirici, professeure de chimie.